# Escut de Montseny

Escut oficial de Montseny

L'escut oficial de Montseny té el següent blasonament:
Escut caironat: d'argent, un mont de tres cims (el central més alt) de sinople movent de la punta i somat d'una creu llatina de gules. Per timbre, una corona mural de poble.

## Història
Va ser aprovat el 26 de novembre del 2007 i publicat al DOGC l'11 de desembre del mateix any amb el número 5026.
Les armes parlants tradicionals del municipi, el mont de tres cims somat d'una creu, fan referència a l'etimologia del topònim, provinent del llatí monte signi, 'la muntanya del senyal', i volen representar també el massís del Montseny, que dona nom al terme municipal.